# Matthew Ebden
Matthew Ebden (n, 26 de noviembre de 1987 en Durban, Sudáfrica) es un jugador de tenis con nacionalidad australiana. 

## Carrera
Su apodo es " Matty ". Comenzó a jugar tenis a los cinco años de edad, junto a su familia en Sudáfrica. Fue a la escuela secundaria en la prestigiosa Escuela Hale en Perth, Australia Occidental. Su padre , Charles, es un Director de Finanzas y su madre, Ann , es ama de casa. Tiene dos hermanas, Tarryn , un fisioterapeuta , y Candice , contable. Sus superficies favoritas son las pistas duras y la hierba y su tiro favorito es la derecha. El torneo que más le gusta es el Abierto de Australia. Sus ídolos en su niñez fueron Stefan Edberg y Andre Agassi. 
En su carrera ha conquistado tres torneos a nivel ATP en dobles y llegó a los cuartos de final del Torneo de Roland Garros 2012 junto con Ryan Harrison.

### 2005 - 2009
En este período alterno disputando torneos de la categoría Futures y Challengers

### 2010
Hizo su debut ATP como clasificado en el torneo de Brisbane alcanzado la segunda ronda. Hizo su debut en un Grand Slam como clasificado en el Australian Open perdiendo ante Gael Monfils. Llegó a la final del Challenger de Kioto.

### 2011
El tenista n.º 2 australiano a esta altura (detrás del No. 42 Tomic), terminó en el Top 100 por primera vez. Gana en este año sus dos primeros títulos ATP World Tour en modalidad de dobles, los torneos de Newport y de Atlanta. También gana en dobles el Challenger de Caloundra junto a su compatriota Samuel Groth como pareja.

### 2012
En este año llega a lo más alto en el ranking mundial tanto en individuales como en dobles. Obtiene su primera victoria ante un Top 10, cuando derrotó al n.º 8 Mardy Fish en el Masters de Indian Wells, donde llegó a cuarta ronda cayendo derrotado ante John Isner. Disputó todos los torneos Grand Slam por primera vez y llegó a segunda ronda en el Australian Open (derrotó a Souza y a Nishikori) y también lo hizo en el Abierto de Estados Unidos (victoria sobre Ito y Chardy). En dobles ganó su tercer título de su carrera en el torneo de Atlanta (junto a Ryan Harrison y finalista del torneo de Sídney junto a Jarkko Nieminen

### 2013
Inicia muy bien el año, ganando el Abierto de Australia 2013 en modalidad dobles mixto, junto a su compatriota Jarmila Gajdošová como compañera, derrotaron en la final a la pareja formada por los checos Lucie Hradecká y František Čermák por 6-3 y 7-5.
Gana 4 torneos challengers en individuales. El Challenger de Nottingham en hierba, derrotando al alemán Benjamin Becker en la final. El Challenger de Melbourne en pista dura, derrotando al japonés Tatsuma Itō en la final. El Challenger de Yokohama también en superficie dura (vence al japonés Gō Soeda en la final). Y por último el Challenger de Toyota en carpeta, venciendo a otro japonés en la final, en este caso fue Yūichi Sugita.

### Copa Davis
Desde el año 2012 es participante del Equipo de Copa Davis de Australia. Lleva un récord de partidos ganados/perdidos de 5/0. (4/0 en individuales y 1/0 en dobles).

## Torneos de Grand Slam

### Dobles

#### Títulos (2)
| Año  | Campeonato           | Pareja        | Oponentes en la final           | Resultado en final               |
| 2022 | Wimbledon            | Max Purcell   | Nikola Mektić Mate Pavić        | 7-6(5), 6-7(3), 4-6, 6-4, 7-6(2) |
| 2024 | Abierto de Australia | Rohan Bopanna | Simone Bolelli Andrea Vavassori | 7-6(0), 7-5                      |

#### Finalista (2)
| Año  | Torneo               | Pareja        | Oponentes en la final           | Resultado     |
| 2022 | Abierto de Australia | Max Purcell   | Thanasi Kokkinakis Nick Kyrgios | 5-7, 4-6      |
| 2023 | Abierto de EE. UU.   | Rohan Bopanna | Rajeev Ram Joe Salisbury        | 6-2, 3-6, 4-6 |

### Dobles mixto

#### Títulos (1)
| Año  | Campeonato           | Pareja            | Oponentes en la final           | Resultado |
| 2013 | Abierto de Australia | Jarmila Gajdošová | Lucie Hradecká František Čermák | 6-3, 7-5  |

#### Finalista (2)
| Año  | Campeonato           | Pareja          | Oponentes en la final         | Resultado |
| 2021 | Abierto de Australia | Samantha Stosur | Barbora Krejčíková Rajeev Ram | 1-6, 4-6  |
| 2022 | Wimbledon            | Samantha Stosur | Desirae Krawczyk Neal Skupski | 4-6, 3-6  |

## Juegos olímpicos

### Dobles

#### Medalla de Oro
| Año  | Torneo     | Pareja     | Oponentes en la final      | Resultado              |
| 2024 | París 2024 | John Peers | Austin Krajicek Rajeev Ram | 6-7(6), 7-6(1), [10-8] |

## Títulos ATP (12; 0+12)

### Individual (0)
| Leyenda                         |
| Grand Slam (0)                  |
| ATP Wourld Tour Finals (0)      |
| ATP World Tour Masters 1000 (0) |
| ATP World Tour 500 (0)          |
| ATP World Tour 250 (0)          |

#### Finalista (1)
| N.º | Fecha               | Torneo  | Superficie | Oponente en la final | Resultado   |
| --- | ------------------- | ------- | ---------- | -------------------- | ----------- |
| 1.  | 23 de julio de 2017 | Newport | Hierba     | John Isner           | 3-6, 6-7(4) |

### Dobles (12)
| Leyenda                         |
| Grand Slam (2)                  |
| ATP Wourld Tour Finals (0)      |
| ATP World Tour Masters 1000 (2) |
| ATP World Tour 500 (1)          |
| ATP World Tour 250 (7)          |

| No. | Fecha                 | Torneo               | Superficie    | Pareja             | Rival en la final                          | Resultado                        |
| --- | --------------------- | -------------------- | ------------- | ------------------ | ------------------------------------------ | -------------------------------- |
| 1.  | 10 de julio de 2011   | Newport              | Dura          | Ryan Harrison      | Johan Brunström Adil Shamasdin             | 4-6, 6-3, [10-5]                 |
| 2.  | 24 de julio de 2011   | Atlanta              | Dura          | Alex Bogomolov Jr. | Matthias Bachinger Frank Moser             | 3-6, 7-5, [10-8]                 |
| 3.  | 22 de julio de 2012   | Atlanta              | Dura          | Ryan Harrison      | Xavier Malisse Michael Russell             | 6-3, 3-6, [10-6]                 |
| 4.  | 2 de marzo de 2014    | Acapulco             | Dura          | Kevin Anderson     | Feliciano López Max Mirny                  | 6-3, 6-3                         |
| 5.  | 9 de abril de 2022    | Houston              | Tierra batida | Max Purcell        | Ivan Sabanov Matej Sabanov                 | 6-3, 6-3                         |
| 6.  | 9 de julio de 2022    | Wimbledon            | Hierba        | Max Purcell        | Nikola Mektić Mate Pavić                   | 7-6(5), 6-7(3), 4-6, 6-4, 7-6(2) |
| 7.  | 27 de agosto de 2022  | Winston-Salem        | Dura          | Jamie Murray       | Hugo Nys Jan Zieliński                     | 6-4, 6-2                         |
| 8.  | 24 de febrero de 2023 | Doha                 | Dura          | Rohan Bopanna      | Constant Lestienne Botic van de Zandschulp | 6-7(5), 6-4, [10-6]              |
| 9.  | 18 de marzo de 2023   | Indian Wells         | Dura          | Rohan Bopanna      | Wesley Koolhof Neal Skupski                | 6-3, 2-6, [10-8]                 |
| 10. | 27 de enero de 2024   | Abierto de Australia | Dura          | Rohan Bopanna      | Simone Bolelli Andrea Vavassori            | 7-6(0), 7-5                      |
| 11. | 30 de marzo de 2023   | Miami                | Dura          | Rohan Bopanna      | Ivan Dodig Austin Krajicek                 | 6-7(3), 6-3, [10-6]              |
| 12. | 14 de junio de 2025   | 's-Hertogenbosch     | Hierba        | Jordan Thompson    | Julian Cash Lloyd Glasspool                | 6-4, 3-6, [10-7]                 |

#### Finalista (13)
| N.º | Fecha                   | Torneo               | Superficie    | Pareja             | Oponentes en la final                    | Resultado            |
| --- | ----------------------- | -------------------- | ------------- | ------------------ | ---------------------------------------- | -------------------- |
| 1.  | 15 de enero de 2012     | Sídney               | Dura          | Jarkko Nieminen    | Bob Bryan Mike Bryan                     | 1-6, 4-6             |
| 2.  | 25 de mayo de 2019      | Ginebra              | Tierra batida | Robert Lindstedt   | Oliver Marach Mate Pavić                 | 4-6, 4-6             |
| 3.  | 28 de febrero de 2021   | Singapur             | Dura (i)      | John-Patrick Smith | Sander Gillé Joran Vliegen               | 2-6, 3-6             |
| 4.  | 29 de enero de 2022     | Abierto de Australia | Dura          | Max Purcell        | Thanasi Kokkinakis Nick Kyrgios          | 5-7, 4-6             |
| 5.  | 12 de junio de 2022     | 's-Hertogenbosch     | Hierba        | Max Purcell        | Wesley Koolhof Neal Skupski              | 6-4, 5-7, [6-10]     |
| 6.  | 23 de octubre de 2022   | Nápoles              | Dura          | John Peers         | Ivan Dodig Austin Krajicek               | 3-6, 6-1, [8-10]     |
| 7.  | 19 de febrero de 2023   | Róterdam             | Dura (i)      | Rohan Bopanna      | Ivan Dodig Austin Krajicek               | 6-7(5), 6-2, [10-12] |
| 8.  | 6 de mayo de 2023       | Madrid               | Tierra batida | Rohan Bopanna      | Karen Khachanov Andrey Rublev            | 3-6, 6-3, [3-10]     |
| 9.  | 8 de septiembre de 2023 | Abierto de EE.UU.    | Dura          | Rohan Bopanna      | Rajeev Ram Joe Salisbury                 | 6-2, 3-6, 4-6        |
| 10. | 15 de octubre de 2023   | Shanghái             | Dura          | Rohan Bopanna      | Marcel Granollers Horacio Zeballos       | 6-2, 5-7, [7-10]     |
| 11. | 5 de noviembre de 2023  | París                | Dura (i)      | Rohan Bopanna      | Santiago González Édouard Roger-Vasselin | 2-6, 7-5, [7-10]     |
| 12. | 13 de enero de 2024     | Adelaida             | Dura          | Rohan Bopanna      | Rajeev Ram Joe Salisbury                 | 5-7, 7-5, [9-11]     |
| 13. | 28 de junio de 2024     | Eastbourne           | Hierba        | John Peers         | Neal Skupski Michael Venus               | 6-4, 6-7(2), [9-11]  |

## Challengers

### Individual (4)
| N.º | Fecha      | Torneo                     | Superficie | Oponente en la final | Resultado        |
| --- | ---------- | -------------------------- | ---------- | -------------------- | ---------------- |
| 1.  | 09.06.2013 | Challenger de Nottingham-1 | Hierba     | Benjamin Becker      | 7-5, 4-6, 7-5    |
| 2.  | 21.10.2013 | Challenger de Melbourne    | Dura       | Tatsuma Itō          | 6-3, 5-7, 6-3    |
| 3.  | 17.11.2013 | Challenger de Yokohama     | Dura       | Go Soeda             | 2-6, 7-6(3), 6-3 |
| 4.  | 24.11.2013 | Challenger de Toyota       | Dura (i)   | Yūichi Sugita        | 6-3, 6-2         |

### Dobles (3)
| No. | Fecha      | Torneo                  | Superficie | Pareja         | Rival en la final                      | Resultado              |
| --- | ---------- | ----------------------- | ---------- | -------------- | -------------------------------------- | ---------------------- |
| 1.  | 07.02.2010 | Challenger de Burnie    | Dura       | Samuel Groth   | James Lemke Dane Propoggia             | 6-7(8), 7-6(4), [10-8] |
| 2.  | 16.05.2010 | Challenger de Zagreb    | Dura       | Andre Begemann | Rubén Ramírez Hidalgo Santiago Ventura | 7-6(5), 5-7, [10-3]    |
| 3.  | 13.02.2011 | Challenger de Caloundra | Dura       | Samuel Groth   | Pavol Červenák Ivo Klec                | 6-3, 3-6, [10-1]       |